# Linie van Oostburg
De Linie van Oostburg was een Linie van Communicatie bij Oostburg die deel uitmaakte van de Staats-Spaanse Linies en in gebruik was bij de Staatse troepen.
De Linie werd aangelegd in 1604, toen Prins Maurits een groot deel van het huidige West-Zeeuws-Vlaanderen had veroverd. De Linie verbond een aantal reeds aangelegde forten en enkele reeds bestaande Spaanse forten met de versterkte stad Oostburg. Ze omsloot de Veerhoekpolder ten westen van Oostburg, terwijl ze naar het oosten toe ook het Groote Gat beschermde. Naar het noorden toe was er nog een aftakking naar fort Scherpbier.
De Linie omvatte een elftal forten, en wel:
- Scherpbier (ten noorden van Oostburg), aangelegd in 1634
- Hans Vriezeschans (ten noordwesten van de Veerhoekpolder)
- Redoute Melk en Brokken
- Fort Nijevelt (direct ten zuiden van Oostburg, in het westen van de huidige Nieuwveldpolder)
- Redoute Spek en Brood (tussen Nijevelt en de Cathalijneschans in)
- Cathelijneschans (ten zuiden van het Groote Gat), bij het voormalige dorp Sint-Cathelijne
- Redoute Sint-Philip (ten oosten van het Groote Gat, bij de Sint-Filipspolder)
- Redoute Kaas en Brood (ten noorden van het Groote Gat, aan de huidige Kaas en Broodse Dijk, tegenover de Cathalijneschans)
- Twee redoutes bij Waterlandkerkje

De naar heiligen genoemde forten zijn voormalige Spaanse forten.
Veel van deze forten zijn nog terug te vinden in het landschap door de aanwezigheid van plotselinge bochten in de weg en/of door geaccidenteerd terrein.
Aangezien de Passageule-Linie enkele kilometers ten zuiden van de Linie van Oostburg werd aangelegd verloor de laatste al snel haar militaire betekenis. Bovendien werd het oostelijk deel van het Groote Gat, waaraan veel forten lagen, ingepolderd. In 1673 werd de Linie opgeheven en werden de forten gesloopt.